# Джубски национален университет
Джубският национален университет (или Национален университет в Джуба) е висше училище в Джуба - столицата на Южен Судан, и в Хартум (северната част) - столицата на Судан.
Джубският университет е основан в гр. Джуба през 1977 г., малко след края на Първата гражданска война в Судан. Създаден е с цел да подготвя специалисти, които да помогнат за развитието на Южен Судан.
През 1989 г. от съображения за сигурност университетът е преместен в Хартум – столицата на тогавашната обща държава Судан. През 2006 г. Министерството на образованието на тогавашния автономен Южен Судан взема решение официалното име на университета да бъде Джубски национален университет. Университетът е в процес на постепенно преместване от Хартум в Джуба, Централна Екватория.
Това е единственото висше училище в Судан, което продължава да предлага обучение на английски език дори след Ислямската революция, която въвежда арабския език като единствен език в образователната система. Англоезичното обучение е запазено, защото мнозинството от студенти от Южен Судан, желаещи да се обучават, не владеят арабски език. Мнозинството от обучаемите в университета са от 10-те провинции в състава на Южен Судан.